# Alessandro Guagnini
Alessandro Guagnini (Verona, 1534 – Cracovia, 1614) è stato uno storico e militare italiano.

## Biografia
Era proveniente da una famiglia della nobiltà italiana. Dal 1561 partecipò alla guerra di Livonia, arruolandosi nell'esercito polacco. Ciò gli meritò, nel 1569, il titolo di cavaliere e la cittadinanza polacca.

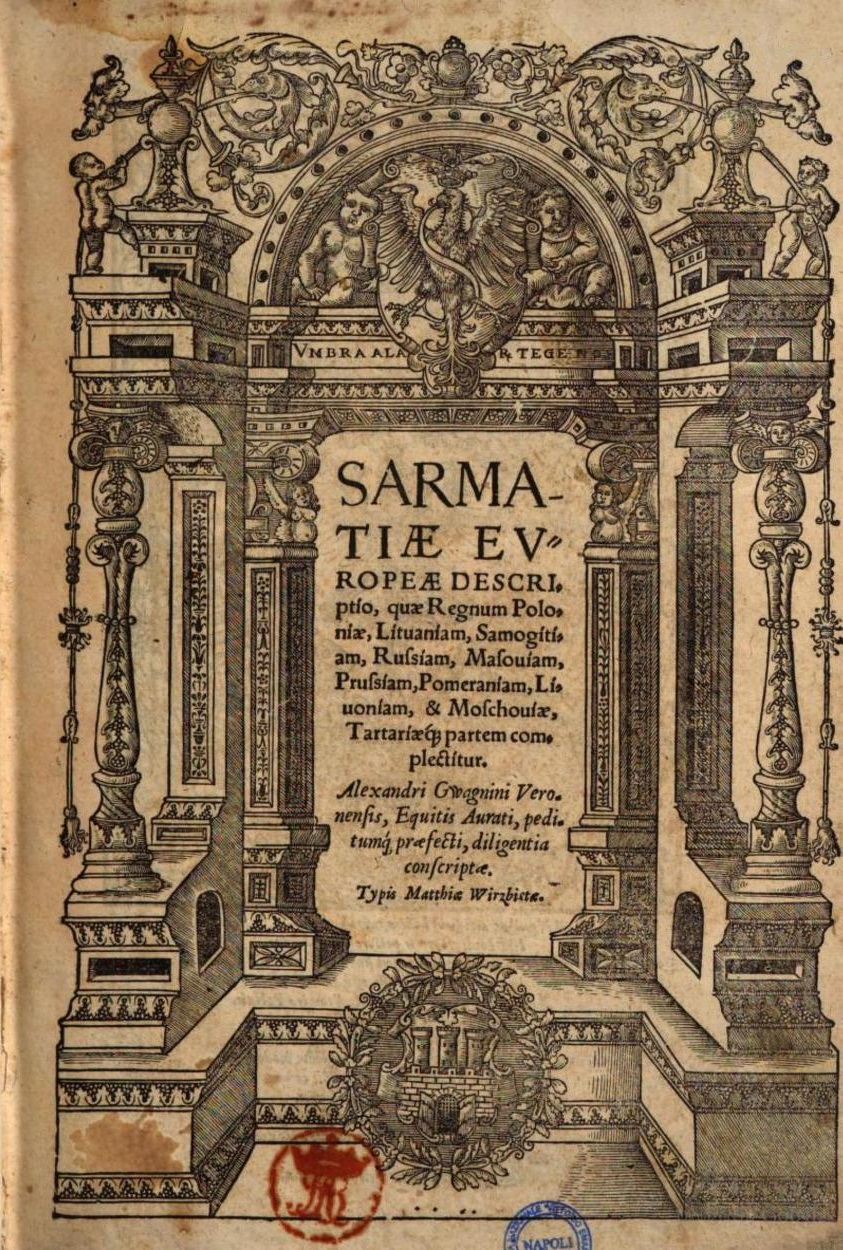
Frontespizio dell'edizione originale della Sarmatiae Europeae descriptio (1578)

Frutto della sua esperienza e della conoscenza di molte fonti polacche fu la Sarmatiae Europeae descriptio, pubblicata nel 1578 a Cracovia e tradotta in italiano nel 1583 e in polacco nel 1611.

## Opere
- (LA) Sarmatiae Europeae descriptio, quae regnum Poloniae, Lituaniam, Samogitiam, Russiam, Masoviam, Prussiam, Pomeraniam, Livoniam, & Moschoviae, Tartariaeque partem complectitur, Cracoviae, typis Matthiae Wirzbietae, 1578.